# Hellesylt
Hellesylt es un pueblo en el municipio de Stranda, en el condado de Møre og Romsdal (Noruega). El pueblo se encuentra al inicio del fiordo de Sunnylvs, una rama del fiordo de Stor. En las cercanías este se ramifica en el famoso fiordo de Geiranger. La localidad tiene una superficie de 0,41 km² y una población de 253 habitantes (2013), aunque si se contabilizan los valles circundantes el número aumenta hasta alcanzar alrededor de 600 habitantes.
En verano, miles de turistas pasan o hacen estancia en Hellesylt cada día. La mayoría de ellos toma el transbordador al pueblo cercano de Geiranger, que en temporada alta sale cada hora y media. El pueblo está rodeado por montañas y valles. La iglesia de Sunnylven está localizada en Hellesylt, que era el centro administrativo del antiguo municipio de Sunnylven.
Hellesylt se encuentra bajo la amenaza constante de la montaña Åkerneset, que está a punto de caer al fiordo de Sunnylvs. Un derrumbamiento podría causar un tsunami destruyendo la mayor parte del centro de Hellesylt.

## Cultura popular
- Lanzada en marzo de 2016, La Ola (Bølgen) es una película noruega de desastres basada en la premisa de un deslizamiento de rocas de la montaña Åkerneset.[3]

## Galería de imágenes

Vista de Hellesylt.
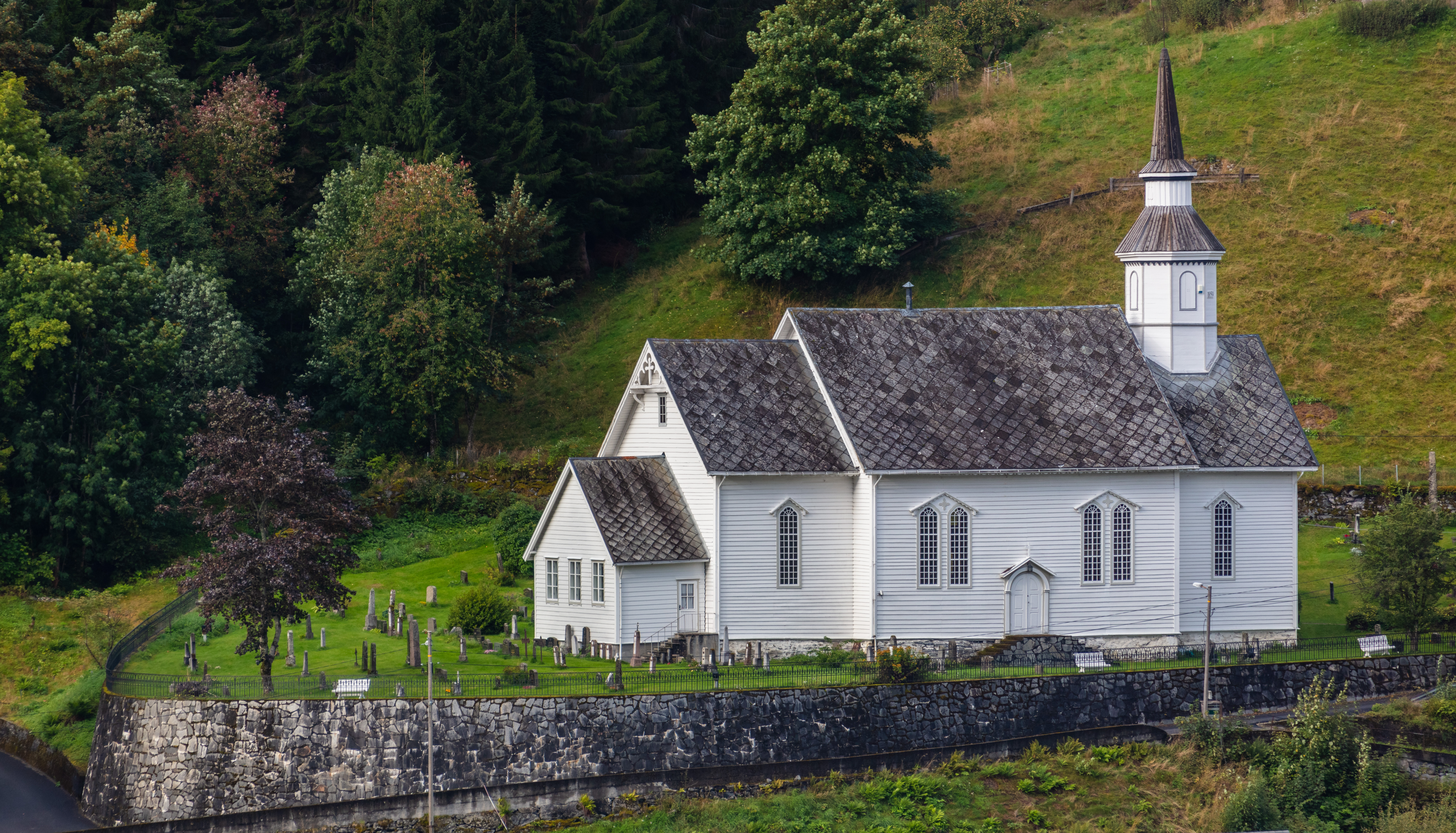
Iglesia de Sunnylven, Hellesylt.
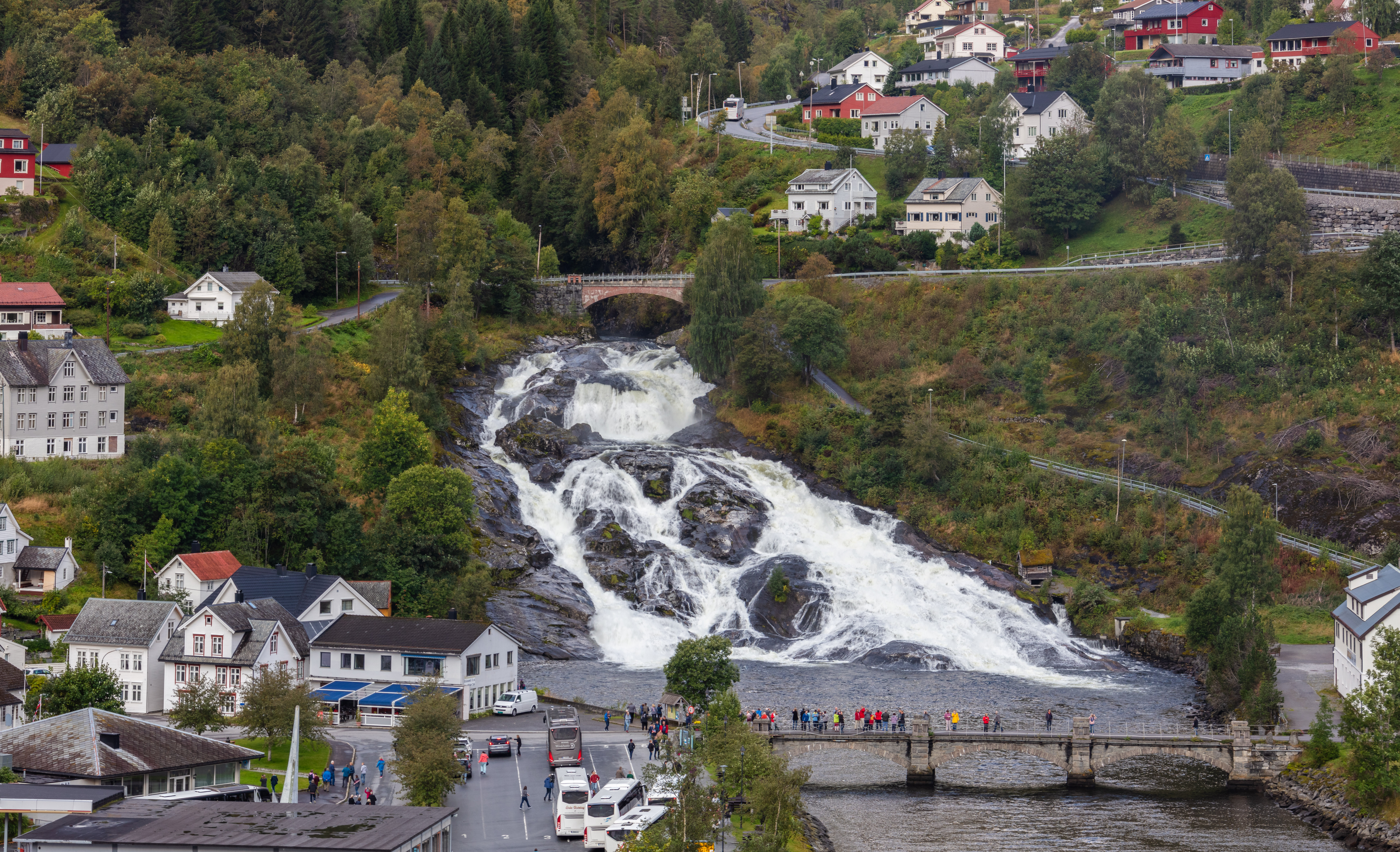
Cascada Hellesyltfoss.